# IPAD (中国商标)

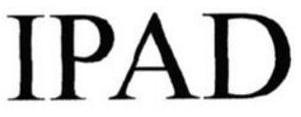
唯冠科技(深圳)有限公司于2000年1月10日申请注册的商标

IPAD是唯冠科技（深圳）有限公司（以下简称“唯冠深圳”）于2001年在中华人民共和国境内申请并注册成功的商标。苹果公司与唯冠深圳针对此商标在中华人民共和国境内的所有权发生纠纷。受此纠纷影响，2012年起中国境内部分城市的工商局已要求停售苹果iPad。

## 经过[3]

### 注册
2001年，台湾唯冠公司注册了在全球多个国家注册了"IPAD"商标，同时深圳唯冠（台湾唯冠持有股权）在中国大陆注册IPAD商标。

### 交易
2009年12月23日，苹果通过英国IP公司（被怀疑是苹果的傀儡）在与唯冠电子股份有限公司以3.5万英镑的价格签署“IPAD”全球商标转让协议，随后该商标被以10英镑出售给苹果。
2010年1月27日，苹果正式发布iPad。
2010年4月，深圳唯冠和苹果就商标转让进行谈判，但并未达成一致。

### 诉讼阶段[4]
2010年4月，苹果向深圳市中级法院起诉，要求深圳唯冠执行商标转让。
2011年11月，深圳市中级法院一审宣判，驳回苹果起诉。
2012年1月，苹果不服，向广东省高级法院提出上诉，并提出该案应适用香港法律判定，二审定于2月29日开庭。
2012年2月，石家庄和徐州两地工商局查扣iPad，亚马逊卓越、苏宁易购等电子商务网站也下架了iPad产品。

### 宣告和解
2012年7月2日，广东省高级人民法院对外公布称，苹果公司已与深圳唯冠就iPad商标案达成和解，苹果公司向深圳唯冠公司支付6000万美元收回所有相关商标权。解决完商标问题后，iPad于7月20日在中国大陆上市。

## 苹果公司涉及的类似纠纷
- 与思科系统公司iPhone纠纷
- 与北京汉王科技“i-phone”商标纠纷